# Ernest John Moeran
Ernest John Moeran (* 31. Dezember 1894 in Heston bei London; † 1. Dezember 1950 in Kenmare, Irland) war ein englischer Komponist.

## Leben
Moeran war der Sohn eines Geistlichen irischer Herkunft, aber seine Familie zog früh in das Fen Country, Norfolk. Er erlernte als Kind Klavier und Geige und studierte ab 1913 am Royal College of Music in London bei Charles Villiers Stanford. Im Ersten Weltkrieg erlitt er schwere Kopfwunden, und man nimmt an, dass dies die Mitursache seiner späteren Geisteskrankheit war. Nach dem Krieg setzte er sein Studium am College fort, nunmehr bei John Ireland. Aus dieser Zeit stammen auch seine ersten reifen Kompositionen, Lieder und Kammermusik. Daneben begann er mit der Sammlung und dem Arrangement von Volksmusik aus Norfolk und anderen Regionen.
In der Mitte der 1920er Jahre schloss Moeran enge Freundschaft mit Peter Warlock, und sie lebten einige Jahre in Eynsford, Kent, ortsbekannt für häufige Trinkgelage. Moeran hatte für den Rest seines Lebens mit Alkoholproblemen zu kämpfen, später verbunden mit geistiger Labilität. Nach dem Tod Warlocks wuchs sein Interesse an seinen irischen Wurzeln und er verbrachte nun die meiste Zeit in Kenmare (Irland). 1945 heiratete er die Cellistin Peers Coetmore (1905–1976). Die Ehejahre verliefen nicht in reinem Glück, wenngleich sie zwei von Moerans Meisterwerken inspirierten: das Cellokonzert und die Cellosonate. Moeran starb an einer plötzlichen Gehirnblutung im Alter von 55 Jahren.

## Kompositionsstil
Moeran war einer der letzten großen englischen Komponisten, die hauptsächlich durch das englische Volkslied beeinflusst worden waren, und er gehört somit in die lyrische Tradition von Komponisten wie Frederick Delius, Ralph Vaughan Williams und John Ireland. Die Einflüsse der Natur und Landschaften Norfolks und Irlands werden in seiner Musik gleichfalls oft deutlich. Allerdings war Moeran – anders als manche heute vergessenen englischen "pastoralen" Komponisten – fähig, alle Arten von Emotionen in seiner Musik auszudrücken, und er schreckte nicht davor zurück, düstere und schroffe Stimmungen anzuschlagen, wenn ihm danach zumute war. Sein Stil ist konservativ, aber nicht epigonal.
Bereits zu Moerans Lebzeiten erschien sein Stil in gewisser Weise überholt und er erreichte als Komponist nie den großen Durchbruch, trotz des Erfolgs seiner düsteren, an Jean Sibelius gemahnenden Sinfonie g-moll (1924–1937), die als sein Meisterwerk gilt. Obwohl zunächst seine Kammermusik positive Kritiken erhielt, und er auch weiter bedeutende Werke dieses Genres schrieb, finden sich seine größten Leistungen in den wenigen großen Orchesterwerken, unter anderem einem Violinkonzert, einer Sinfonietta und einer Serenade. Heute finden seine Werke mehr Beachtung, was sich auch in zahlreichen Aufnahmen zeigt. Viele jedoch, etwa die Lieder nach Gedichten von A. E. Housman und James Joyce, sind immer noch relativ unbekannt.